# Alison Gregorka
Alison Gregorka (Ann Arbor, 29 de junho de 1985) é uma jogadora de polo aquático estadunidense, medalhista olímpica, bicampeã mundial e campeã pan-americana.

## Carreira
Gregorka fez parte da equipe dos Estados Unidos que conquistou a medalha de prata nos Jogos Olímpicos de 2008, em Pequim.